# Ivan Poledňák
Ivan Poledňák (31. prosince 1931 Velké Meziříčí – 5. října 2009) byl český muzikolog, hudební psycholog, hudební publicista a vysokoškolský učitel.

## Životopis
V letech 1943 až 1946 studoval gymnázium v Trenčíně a v Liberci, kde v roce 1951 odmaturoval. V Liberci se také učil hře na klavír a na varhany na městské Hudební škole u Věry Zunové a Bohumila Zindulky. Následně studoval obory hudební věda a estetika na Filozofické fakultě Masarykovy univerzity v Brně, kde hlavními učiteli muzikologie byli Jan Racek a Bohumír Štědroň, estetiku vyučoval Oleg Sus. Na Univerzitě Karlově v roce 1968 získal doktorát, zde také absolvoval externí aspiranturu na katedře estetiky a v roce 1969 získal titul CSc., na konci roku 1989 obdržel titul DrSc. Habilitován byl 1992 na Masarykově univerzitě v Brně (obor hudební věda), profesorem teorie a dějin hudby jmenován 1994 na Univerzitě Palackého v Olomouci.
Hudební vědu a muzikologii vyučoval v závěru svého života na Filozofické fakultě Univerzity Palackého v Olomouci. Jedná se o autora několika významných knižních publikací a spoluautora několika hudebních encyklopedií zejména z oblasti populární hudby. Pravidelně přispíval do velkého množství československých a českých hudebních periodik.
Jeho manželkou byla Marie Poledňáková, česká scenáristka a režisérka. Spolu měli syna Petra. Manželství bylo po několika letech rozvedeno.

## Publikační činnost, výběr
- 1984 Stručný slovník hudební psychologie
- 1990 Antonín Matzner, Ivan Poledňák, Igor Wasserberger & kolektiv: Encyklopedie jazzu a moderní populární hudby
- 2005 Úvod do problematiky hudby jazzového okruhu, ISBN 80-244-1256-X
- 2005 Úvod do studia hudební vědy, ISBN 80-244-1257-8
- 2007 Proměny hudby v měnícím se světě (s kolektivem spoluautorů), ISBN 978-80-244-1809-4